# Chorthippus xunhuaensis
Chorthippus xunhuaensis är en insektsart som beskrevs av Zheng, Z. och L. Xie 2000. Chorthippus xunhuaensis ingår i släktet Chorthippus och familjen gräshoppor. Inga underarter finns listade i Catalogue of Life.